# Городская усадьба Мещерской — Бутурлиных
Городская усадьба Мещерской — Бутурлиных — комплекс исторических зданий в Москве, построенный во второй половине XVIII века — первой половине XIX века. Главный дом усадьбы является одним из старейших в Москве деревянных зданий. Главный дом — объект культурного наследия федерального и регионального значения. Расположен на Садовой-Кудринской улице, дом 7, строение 22 (главный дом), строения 5, 8, 13, 17 (флигели и служебные корпуса).

## История
Усадебный дом построен в 1778 году для князя Ю. Ф. Мещерского. В то время усадьба занимала обширную территорию от Садовой-Кудринской улицы до большого сада с прудом на реке Кабанихе (Бубне, ныне территория Московского зоопарка). Парадный двор был небольшим, с обеих сторон был обстроен одноэтажными флигелями. Из них лучше сохранился левый флигель, построенный до 1803 года. Ближайшие к улице флигели были уничтожены при постройке многоэтажного дома № 7 в 1940-х гг..
С 1788 до 1872 год владельцами усадьбы были Бутурлины. В более поздний период владельцами были Е.-М. Бертельс, подданная Пруссии, и А. Г. Найденова, одна из дочерей фабриканта Хлудова. Последняя сдавала усадебный дом под 2-е мужское Пресненское городское начальное училище. В южном флигеле усадьбы в 1904—1918 гг. жил художник В. Д. Поленов. В 1930-е гг. дом использовался под служебные помещения Московского планетария. В 1940-е годы дом был жилым. После Великой Отечественной войны в нём разместились детские музыкальная и художественная школы. В 1950-е годы прошла реставрация дома и интерьеров. В 1984 году дом приспособлен под Главное управление «Союзсельхозводоснабжения». В настоящее время в усадебном доме находятся административные службы МГЮА имени О. Е. Кутафина.

## Архитектура
Деревянный одноэтажный (с антресолями и двухэтажным задним крылом) дом относится к стилю раннего классицизма. Деревянный сруб дома полностью оштукатурен. Внешний декор главного дома включает три белокаменных портика коринфского ордера равной высоты, центрального и двух боковых, двухколонных. Выделяются высокие окна парадной анфилады.
Во внутренней планировке основное место занимает высокая анфилада, но главный зал выделен из неё и выходит на сторону западного, садового фасада. Анфиладу завершают полукруглые помещения кабинета и спальни, расположенные под углом друг к другу. Заднее двухэтажное крыло занимали жилые комнаты. В гостиной размещён барельеф — копия фрагмента барельефа Останкинского дворца работы Ф. Г. Гордеева. Сохранились интерьеры XVIII века: лепная отделка, паркеты, двери, искусственный мрамор, а также керамические угловые печи в зале и гостиных.